# Hubert Bassot
Pour les articles homonymes, voir Bassot.
Hubert Bassot, né le 17 mai 1932 à Paris et décédé le 13 décembre 1995 à Briouze, est un homme politique français.

## Biographie
Économiste partisan de l'Algérie française, il est responsable de la propagande de l'Organisation armée secrète en métropole et dirige L'Esprit public, revue pro-OAS.
Participant à la création du Rassemblement pour l'Esprit public, il soutient en 1965 Jean-Louis Tixier-Vignancour puis Jean Lecanuet.
Militant aux Républicains indépendants à partir de 1967, il gère le financement des meetings du candidat Valéry Giscard d'Estaing en 1974, et met en place son service d'ordre avec Alain Madelin.
Le nouveau président élu, il devient conseiller auprès du président Valéry Giscard d'Estaing, chargé notamment des voyages présidentiels, et s'inscrit au Parti républicain en 1977.
Maire de Tinchebray depuis 1977 et conseiller général depuis 1973, il est élu en 1978 député de l'Orne. Il est battu en 1981 par le maire socialiste de Flers, Michel Lambert. En 1993, il récupère son siège contre le maire radical de gauche d'Argentan, François Doubin, et le RPR Amaury de Saint-Quentin, chargé de mission au cabinet du Premier ministre Édouard Balladur parachuté, et prend parti en 1995 en faveur de la candidature d'Édouard Balladur pour lequel il organise plusieurs meetings.
Peu après, il meurt dans un accident de la route en même temps que son attachée parlementaire, Caroline Boutat. Il est remplacé par son suppléant, Jean-Luc Gouyon, qui sera déchu le 6 février 1996 par le Conseil constitutionnel, entraînant l'organisation d'une législative partielle, qui voit sa femme, Sylvia Bassot, lui succéder après avoir été élue au conseil général en janvier.

## Ouvrages
- Les Silencieux (1958)
- Du Chef de l'État (essai, 1978)
- Le 13 octobre 2017, (roman, 1989)
- Courage, perdons ! (roman, 1993)
- Du nouveau à l'Est ? Niet (1993)
- Ariane de Tinchebray (1995)

Il est également l'éditeur de Histoire de la collaboration de Saint-Paulien (Paris, L'Esprit nouveau, 1964).